# Marc Florent Prévost
Marc Florent Prévost est un homme politique français né le 26 novembre 1735 à Roye (Somme) et décédé le 18 décembre 1813 au même lieu.
Avocat, il est député du Tiers état pour le bailliage de Péronne et Roye, siégeant dans la majorité. Conseiller général, il redevient député de la Somme au Conseil des Cinq-Cents le 26 germinal an VI.

## Sources
- « Marc Florent Prévost », dans Adolphe Robert et Gaston Cougny, Dictionnaire des parlementaires français, Edgar Bourloton, 1889-1891 [détail de l’édition]
- Ressource relative à la vie publique :   - Base Sycomore